# Jaap van Heusden
Jaap Van Heusden, né le 19 mai 1979 à Utrecht, est un réalisateur et scénariste néerlandais.

## Filmographie
- 2005 : Een ingewikkeld verhaal, eenvoudig verteld[2]
- 2006 : Anderman[3]
- 2008 : One Day
- 2010 : Win/Win[4]
- 2013 : De Nieuwe Wereld[5]
- 2017 : a•sy•lum: co-réalisé avec Jefta Varwij[6]
- 2017 : In Blue[7]